# Atletika na Letních olympijských hrách 2000

## Úvod
Atletika na LOH roku 2000 se odehrávala v Austrálii na Olympijském stadionu Australia. Probíhala od 22. září do 1. října. Soutěžilo se dohromady v 26 disciplínách. Soutěžilo 24 mužů a 22 žen.

## Přehled vítězů

### Muži
| Disciplína         | Zlato | Výkon        | Stříbro | Výkon     | Bronz                                                                                       | Výkon     |
| 100 m              | Maurice Greene · Spojené státy americké (USA)                                                                                         | 9.87         | Ato Boldon · Trinidad a Tobago (TRI)                                                                                          | 9.99      | Obadele Thompson · Barbados (BAR)                                                           | 10.04     |
| 200 m              | Konstantinos Kenteris · Řecko (GRE)                                                                                                   | 20.09        | Darren Campbell · Velká Británie (GBR)                                                                                        | 20.14     | Ato Boldon · Trinidad a Tobago (TRI)                                                        | 20.20     |
| 400 m              | Michael Johnson · Spojené státy americké (USA)                                                                                        | 43.84        | Alvin Harrison · Spojené státy americké (USA)                                                                                 | 44.40     | Greg Haughton · Jamajka (JAM)                                                               | 44.70     |
| 800 m              | Nils Schumann · Německo (GER) | 1:45.08      | Wilson Kipketer · Dánsko (DEN)                                                                                                | 1:45.14   | Djabir Said-Guerni · Alžírsko (ALG)                                                         | 1:45.16   |
| 1500 m             | Noah Ngeny · Keňa (KEN) | 3:32.07 (OR) | Hišám Al-Karúdž · Maroko (MAR)                                                                                                | 3:32:32   | Bernard Lagat · Keňa (KEN)                                                                  | 3:32.44   |
| 5000 metrů         | Million Wolde · Etiopie (ETH) | 13:35.49     | Ali Saïdi-Sief · Alžírsko (ALG)                                                                                               | 13:36.20  | Brahim Lahlafi · Maroko (MAR)                                                               | 13:36.47  |
| 10 000 metrů       | Haile Gebrselassie · Etiopie (ETH) | 27:18.20     | Paul Tergat · Keňa (KEN) | 27:18.29  | Assefa Mezgebu · Etiopie (ETH)                                                              | 27:19.75  |
| 110 m překážek     | Anier García · Kuba (CUB) | 13.00        | Terrence Trammell · Spojené státy americké (USA)                                                                              | 13.16     | Mark Crear · Spojené státy americké (USA)                                                   | 13.22     |
| 400 metrů překážek | Angelo Taylor · Spojené státy americké (USA)                                                                                          | 47.50        | Hadi Al Somayli · Saúdská Arábie (KSA)                                                                                        | 47.53     | Llewellyn Herbert · Jihoafrická republika (RSA)                                             | 47.81     |
| 3000 m překážek    | Reuben Kosgei · Keňa (KEN) | 8:21.43      | Wilson Boit Kipketer · Keňa (KEN)                                                                                             | 8:21.77   | Ali Ezzine · Maroko (MAR)                                                                   | 8:22.15   |
| 4 × 100 m štafeta  | Spojené státy americké (USA) · Jon Drummond · Bernard Williams · Brian Lewis · Maurice Greene · Tim Montgomery* · Kenneth Brokenburr* | 37.61        | Brazílie (BRA) · Vicente de Lima · Edson Ribeiro · André da Silva · Claudinei da Silva · Cláudio Souza*                       | 37.90     | Kuba (CUB) · Luis Alberto Pérez-Rionda · Ivan Garcia · Freddy Mayola · José Ángel César     | 38.04     |
| 4 × 400 m štafeta  | Nigérie (NGR) · Clement Chukwu · Jude Monye · Sunday Bada · Enefiok Udo-Obong · Nduka Awazie* · Fidelis Gadzama*                      | 2:58.68      | Jamajka (JAM) · Michael Blackwood · Greg Haughton · Christopher Williams · Danny McFarlane · Sanjay Ayre* · Michael McDonald* | 2:58.78   | Bahamy (BAH) · Avard Moncur · Troy McIntosh · Carl Oliver · Chris Brown · Timothy Munnings* | 2:59.23   |
| Chůze na 20 km     | Robert Korzeniowski · Polsko (POL) | 1:18.59 (OR) | Noé Hernández · Mexiko (MEX)                                                                                                  | 1:19.03   | Vladimir Andrejev · Rusko (RUS)                                                             | 1:19.27   |
| Chůze na 50 km     | Robert Korzeniowski · Polsko (POL) | 3:42.22      | Aigars Fadejevs · Lotyšsko (LAT)                                                                                              | 3:43.40   | Joel Sánchez Guerrero · Mexiko (MEX)                                                        | 3:44.36   |
| Maratonský běh     | Gezahegne Abera · Etiopie (ETH) | 2:10.11      | Erick Wainaina · Keňa (KEN)                                                                                                   | 2:10.31   | Tesfaye Tola · Etiopie (ETH)                                                                | 2:11.10   |
| Skok do dálky      | Iván Pedroso · Kuba (CUB) | 8.55 m       | Jai Taurima · Austrálie (AUS)                                                                                                 | 8.49 m    | Roman Ščurenko · Ukrajina (UKR)                                                             | 8.31 m    |
| Trojskok           | Jonathan Edwards · Velká Británie (GBR)                                                                                               | 17.71 m      | Yoel García · Kuba (CUB) | 17.47 m   | Děnis Kapustin · Rusko (RUS)                                                                | 17.46 m   |
| Skok do výšky      | Sergej Kljugin · Rusko (RUS) | 2.35 m       | Javier Sotomayor · Kuba (CUB)                                                                                                 | 2.32 m    | Abderrahmane Hammad · Alžírsko (ALG)                                                        | 2.32 m    |
| Skok o tyči        | Nick Hysong · Spojené státy americké (USA)                                                                                            | 5.90 m       | Lawrence Johnson · Spojené státy americké (USA)                                                                               | 5.90      | Maxim Tarasov · Rusko (RUS)                                                                 | 5.90      |
| Vrh koulí          | Arsi Harju · Finsko (FIN) | 21.29 m      | Adam Nelson · Spojené státy americké (USA)                                                                                    | 21.21 m   | John Godina · Spojené státy americké (USA)                                                  | 21.20 m   |
| Hod diskem         | Virgilijus Alekna · Litva (LTU) | 69.30 m      | Lars Riedel · Německo (GER)                                                                                                   | 68.50 m   | Frantz Kruger · Jihoafrická republika (RSA)                                                 | 68.19 m   |
| Hod oštěpem        | Jan Železný · Česko (CZE) | 90.17 m (OR) | Steve Backley · Velká Británie (GBR)                                                                                          | 89.85 m   | Sergej Makarov · Rusko (RUS)                                                                | 88.67 m   |
| Hod kladivem       | Szymon Ziółkowski · Polsko (POL) | 80.02 m      | Nicola Vizzoni · Itálie (ITA)                                                                                                 | 79.64 m   | Igor Astapkovič · Bělorusko (BLR)                                                           | 79.17 m   |
| Desetiboj          | Erki Nool · Estonsko (EST) | 8642 bodů    | Roman Šebrle · Česko (CZE) | 8606 bodů | Chris Huffins · Spojené státy americké (USA)                                                | 8595 bodů |

* Sportovci, kteří běželi v rozbězích a také obdrželi medaili.

### Ženy
| Disciplína         | Zlato | Výkon                             | Stříbro | Výkon         | Bronz | Výkon         |
| 100 m              | Nebyla udělena                                                                                                  |                                   | Ekaterini Thanouová · Řecko (GRE) | 11.12         | Merlene Otteyová · Jamajka (JAM) | 11.19         |
| 100 m              | Nebyla udělena                                                                                                  | Tayna Lawrenceová · Jamajka (JAM) | 11.18 |               | Merlene Otteyová · Jamajka (JAM) | 11.19         |
| 200 m              | Pauline Davisová · Bahamy (BAH)                                                                                 | 22.27                             | Susanthika Jayasingheová · Srí Lanka (SRI)                                                                                           | 22.28 (NR)    | Beverly McDonaldová · Jamajka (JAM) | 22.35         |
| 400 m              | Cathy Freemanová · Austrálie (AUS)                                                                              | 49.11                             | Lorraine Grahamová · Jamajka (JAM)                                                                                                   | 49.58         | Katharine Merryová · Velká Británie (GBR)                                                                                                  | 49.72         |
| 800 m              | Maria Mutolaová · Mosambik (MOZ)                                                                                | 1:56.15                           | Stephanie Grafová · Rakousko (AUT)                                                                                                   | 1:56.64       | Kelly Holmesová · Velká Británie (GBR) | 1:56.80       |
| 1500 m             | Nouria Mérah-Benida · Alžírsko (ALG)                                                                            | 4:05.10                           | Violeta Szekely · Rumunsko (ROU) | 4:05.15       | Gabriela Szabóová · Rumunsko (ROU) | 4:05.27       |
| 5000 m             | Gabriela Szabóová · Rumunsko (ROU)                                                                              | 14:40.79 (OR)                     | Sonia O'Sullivanová · Irsko (IRL) | 14:41.02 (NR) | Gete Wamiová · Etiopie (ETH) | 14:42.23      |
| 10 000 metrů       | Derartu Tuluová · Etiopie (ETH)                                                                                 | 30:17.49 (OR)                     | Gete Wamiová · Etiopie (ETH) | 30:22.48      | Fernanda Ribeirová · Portugalsko (POR) | 30:22.88 (NR) |
| 100 metrů překážek | Olga Šišiginová · Kazachstán (KAZ)                                                                              | 12.65                             | Glory Alozieová · Nigérie (NGR) | 12.68         | Melissa Morrisonová · Spojené státy americké (USA)                                                                                         | 12.76         |
| 400 metrů překážek | Irina Privalovová · Rusko (RUS)                                                                                 | 53.02                             | Deon Hemmingsová · Jamajka (JAM) | 53.45         | Nezha Bidouaneová · Maroko (MAR) | 53.57         |
| 4 × 100 m štafeta  | Bahamy (BAH) · Sevatheda Fynesová · Chandra Sturrupová · Pauline Davisová · Debbie Ferguson · Eldece Lewis*     | 41.95                             | Jamajka (JAM) · Tayna Lawrenceová · Veronica Campbell · Beverly McDonaldová · Merlene Otteyová · Merlene Frazer*                     | 42.13         | Spojené státy americké (USA) · Chryste Gaines · Torri Edwardsová · Nanceen Perry · Passion Richardson*                                     | 42.20         |
| 4 × 400 m štafeta  | Spojené státy americké (USA) · Jearl Milesová · Monique Hennaganová · LaTasha Colanderová · Andrea Andersonová* | 3:22.62                           | Jamajka (JAM) · Sandie Richardsová · Catherine Scott · Deon Hemmingsová · Lorraine Grahamová · Charmaine Howell* · Michelle Burgher* | 3:23.25       | Rusko (RUS) · Julija Sotnikovová · Světlana Gončarenková · Olga Kotljarovová · Irina Privalovová · Natalija Nazarovová* · Olesja Zykinová* | 3:23.46       |
| Chůze na 20 km     | Wang Li-pching · Čína (CHN)                                                                                     | 1:29.05 (OR)                      | Kjersti Plätzerová · Norsko (NOR) | 1:29.33       | María Vascová · Španělsko (ESP) | 1:30.23       |
| Maratonský běh     | Naoko Takahašiová · Japonsko (JPN)                                                                              | 2:23.14 (OR)                      | Lidia Șimonová · Rumunsko (ROU) | 2:23.22       | Joyce Chepchumbaová · Keňa (KEN) | 2:24.45       |
| Skok do dálky      | Heike Drechslerová · Německo (GER)                                                                              | 6.99 m                            | Fiona Mayová · Itálie (ITA) | 6.92          | Taťjana Kotovová · Rusko (RUS) | 6.83 m        |
| Skok do výšky      | Jelena Jelesinová · Rusko (RUS)                                                                                 | 2.01 m                            | Hestrie Cloete · Jihoafrická republika (RSA)                                                                                         | 2.01 m        | Kajsa Bergqvistová · Švédsko (SWE) | 1.99 m        |
| Skok do výšky      | Jelena Jelesinová · Rusko (RUS)                                                                                 | 2.01 m                            | Hestrie Cloete · Jihoafrická republika (RSA)                                                                                         | 2.01 m        | Oana Pantelimonová · Rumunsko (ROU) | 1.99 m        |
| Trojskok           | Tereza Marinovová · Bulharsko (BUL)                                                                             | 15.20 m                           | Taťjana Lebeděvová · Rusko (RUS) | 15.00 m       | Olena Hovorovová · Ukrajina (UKR) | 14.96 m       |
| Skok o tyči        | Stacy Dragilaová · Spojené státy americké (USA)                                                                 | 4.60 m (OR)                       | Taťjana Grigorjevová · Austrálie (AUS)                                                                                               | 4.55 m        | Vala Flosadóttir · Island (ISL) | 4.50 m        |
| Vrh koulí          | Janina Karolčiková · Bělorusko (BLR)                                                                            | 20.56 m                           | Larisa Pelešenková · Rusko (RUS) | 19.92 m       | Astrid Kumbernussová · Německo (GER) | 19.62 m       |
| Hod diskem         | Jellina Zverevová · Bělorusko (BLR)                                                                             | 68.40 m                           | Anastasia Kelesidouová · Řecko (GRE)                                                                                                 | 65.71 m       | Irina Jatčenková · Bělorusko (BLR) | 65.20 m       |
| Hod oštěpem        | Trine Hattestadová · Norsko (NOR)                                                                               | 68.91 m (OR)                      | Mirela Manjaniová · Řecko (GRE) | 67.51 m       | Osleidys Menéndezová · Kuba (CUB) | 66.18 m       |
| Hod kladivem       | Kamila Skolimowska · Polsko (POL)                                                                               | 71.16 m                           | Olga Kuzenkovová · Rusko (RUS) | 69.77 m       | Kirsten Münchowová · Německo (GER) | 69.28 m       |
| Sedmiboj           | Denise Lewisová · Velká Británie (GBR)                                                                          | 6584 bodů                         | Jelena Prochorovová · Rusko (RUS) | 6531 bodů     | Natalja Sazanovičová · Bělorusko (BLR) | 6527 bodů     |

* Sportovci, kteří běželi v rozbězích a také obdrželi medaili.

## Medailové pořadí
| Umístění | Stát                         | Zlato | Stříbro | Bronz | Celkem |
| -------- | ---------------------------- | ----- | ------- | ----- | ------ |
| 1        | Spojené státy americké (USA) | 7     | 4       | 5     | 16     |
| 2        | Etiopie (ETH)                | 4     | 1       | 3     | 8      |
| 3        | Polsko (POL)                 | 4     | 0       | 0     | 4      |
| 4        | Rusko (RUS)                  | 3     | 4       | 6     | 13     |
| 5        | Keňa (KEN)                   | 2     | 3       | 2     | 7      |
| 6        | Kuba (CUB)                   | 2     | 2       | 2     | 6      |
| 6        | Velká Británie (GBR)         | 2     | 2       | 2     | 6      |
| 8        | Německo (GER)                | 2     | 1       | 2     | 5      |
| 9        | Bělorusko (BLR)              | 2     | 0       | 3     | 5      |
| 10       | Bahamy (BAH)                 | 2     | 0       | 1     | 3      |
| 11       | Řecko (GRE)                  | 1     | 3       | 0     | 4      |
| 12       | Rumunsko (ROU)               | 1     | 2       | 2     | 5      |
| 13       | Austrálie (AUS)              | 1     | 2       | 0     | 3      |
| 14       | Alžírsko (ALG)               | 1     | 1       | 2     | 4      |
| 15       | Česko (CZE)                  | 1     | 1       | 0     | 2      |
| 15       | Norsko (NOR)                 | 1     | 1       | 0     | 2      |
| 17       | Bulharsko (BUL)              | 1     | 0       | 0     | 1      |
| 17       | Čína (CHN)                   | 1     | 0       | 0     | 1      |
| 17       | Estonsko (EST)               | 1     | 0       | 0     | 1      |
| 17       | Finsko (FIN)                 | 1     | 0       | 0     | 1      |
| 17       | Japonsko (JPN)               | 1     | 0       | 0     | 1      |
| 17       | Kazachstán (KAZ)             | 1     | 0       | 0     | 1      |
| 17       | Litva (LTU)                  | 1     | 0       | 0     | 1      |
| 17       | Mosambik (MOZ)               | 1     | 0       | 0     | 1      |
| 25       | Jamajka (JAM)                | 0     | 5       | 4     | 9      |
| 26       | Itálie (ITA)                 | 0     | 2       | 0     | 2      |
| 26       | Nigérie (NGR)                | 0     | 2       | 0     | 2      |
| 28       | Maroko (MAR)                 | 0     | 1       | 3     | 4      |
| 29       | Jihoafrická republika (RSA)  | 0     | 1       | 2     | 3      |
| 30       | Mexiko (MEX)                 | 0     | 1       | 1     | 2      |
| 30       | Trinidad a Tobago (TRI)      | 0     | 1       | 1     | 2      |
| 32       | Rakousko (AUT)               | 0     | 1       | 0     | 1      |
| 32       | Brazílie (BRA)               | 0     | 1       | 0     | 1      |
| 32       | Dánsko (DEN)                 | 0     | 1       | 0     | 1      |
| 32       | Irsko (IRL)                  | 0     | 1       | 0     | 1      |
| 32       | Lotyšsko (LAT)               | 0     | 1       | 0     | 1      |
| 32       | Saúdská Arábie (KSA)         | 0     | 1       | 0     | 1      |
| 32       | Srí Lanka (SRI)              | 0     | 1       | 0     | 1      |
| 39       | Ukrajina (UKR)               | 0     | 0       | 2     | 2      |
| 40       | Barbados (BAR)               | 0     | 0       | 1     | 1      |
| 40       | Island (ISL)                 | 0     | 0       | 1     | 1      |
| 40       | Portugalsko (POR)            | 0     | 0       | 1     | 1      |
| 40       | Španělsko (ESP)              | 0     | 0       | 1     | 1      |
| 40       | Švédsko (SWE)                | 0     | 0       | 1     | 1      |